# Пикунов, Михаил Владимирович
Пикунов Михаил Владимирович (15 октября 1928-27 ноября 2019) — профессор, доктор технических наук. Награждён орденами Ленина и «Знак Почёта», несколькими медалями. Лауреат Государственной премии РФ (1999). Почётный работник высшего профессионального образования. 

## Биография
Окончил Московский институт цветных металлов и золота в 1951 году по специальности «Литейное производство». В 1955 году защитил кандидатскую диссертацию под руководством проф. д.т. н. А. Г. Спасского. В 1960—1977 гг. работал в институте ГИРедМет, где руководил исследованиями в области выращивания монокристаллов тугоплавких металлов (вольфрама, молибдена, ванадия, ниобия и др.). В 1973 году защитил докторскую диссертацию. Участвовал в работах по совершенствованию производства литых монокристаллических магнитов на основе оригинальных теоретических разработок. Занимается разработкой теоретических основ частично неравновесной кристаллизации сплавов, проблемами связи микроструктуры сплавов с условиями затвердевания отливок, исследованием особенности формирования структуры литых сплавов с легкоплавкими примесями.
С 1977 года работает в МИСиС на кафедре Технологии Литейных Процессов. Читает лекции по специальным учебным курсам «Теория литейных процессов», «Кристаллизация тройных сплавов». Ведёт активную научную и исследовательскую работу. Его учениками защищено 22 кандидатских и докторских диссертации, посвященных вопросам кристаллизации цветных и тугоплавких металлов и сплавов. Является автором многочисленных учебников, учебных пособий и монографий (более 200 наименований).